# Let's Get It On (bài hát)
"Let's Get It On" là đĩa đơn của ca sĩ nhạc soul người Mỹ Marvin Gaye, được phát hành ngày 15 tháng 6 năm 1973 bởi hãng đĩa con của Motown có tên Tamla Records. Ca khúc được thu âm vào tháng 3 tại phòng thu Hitsville West, Los Angeles, California. Phần nhạc lãng mạn của ca khúc được chơi theo giai điệu funk bởi nhóm The Funk Brothers. Đồng sáng tác bởi Gaye và Ed Townsend, đây chính là ca khúc chủ đề của album Let's Get It On (1973).
"Let's Get It On" chính là giai điệu thành công nhất của Gaye dưới tên hãng Motown và là một trong những ca khúc nổi tiếng nhất của anh. Với những ẩn ý về giới tính, ca khúc đã biến Gaye trở thành một trong những biểu tượng sex của thời kỳ này.

## Danh sách ca khúc
| Ấn bản gốc phát hành tại Mỹ, mã T-54234F. Mặt A 1. "Let's Get It On" – 3:58 - Hòa âm bởi René Hall - Sản xuất bởi Ed Townsend, Marvin Gaye - Sáng tác bởi E. Townsend Mặt B 1. "I Wish It Would Rain" – 2:46 - Sản xuất bởi Norman Whitfield - Sáng tác bởi B. Strong, N. Whitfield, R. Penzabene | Collectables cho phát hành đĩa đơn 7" trích từ album tuyển tập Back To Back Hit Series, COL-563. Mặt A 1. "Let's Get It On" – 3:58 Mặt B 1. "Trouble Man" – 3:49 |  |

## Xếp hạng
| Tiêu đề           | Thông tin |
| ----------------- | --- |
| "Let's Get It On" | - Tamla 54234, 15 tháng 6 năm 1973 - Mặt B: "I Wish It Would Rain" (trích từ That's the Way Love Is) - US Pop Singles #1 (2 tuần) - US Black Singles #1 (6 tuần) - UK Singles Chart #31 |

### Xếp hạng tuyển chọn
| Bảng xếp hạng (1958–2018) | Vị trí |
| ------------------------- | ------ |
| US Billboard Hot 100      | 41     |